# 1 000 kilomètres de Silverstone 1988
Navigation
Édition précédente Édition suivante
Les 1 000 kilomètres de Silverstone 1988 (officiellement appelé le Autosport 1 000 km), disputées le 8 mai 1988 sur le Circuit de Silverstone ont été la quatrième manche du Championnat du monde des voitures de sport 1988.

## La course

### Classement de la course
Voici le classement officiel au terme de la course,,,.
- Les premiers de chaque catégorie du championnat du monde sont signalés par un fond jaune.
- Pour la colonne Pneus, il faut passer le curseur au-dessus du modèle pour connaître le manufacturier de pneumatiques.
- Les voitures ne réussissant pas à parcourir 75% de la distance du gagnant sont non classées (NC).

| Pos  | Classe | no  | Écurie                                | Pilotes                                             | Châssis                            | Pneus | Tours | Temps                                  |
| Pos  | Classe | no  | Écurie                                | Pilotes                                             | Moteur                             | Pneus | Tours | Temps                                  |
| ---- | ------ | --- | ------------------------------------- | --------------------------------------------------- | ---------------------------------- | ----- | ----- | -------------------------------------- |
| 1    | C1     | 1   | Silk Cut Jaguar                       | Martin Brundle Eddie Cheever                        | Jaguar XJR-9                       | D     | 210   | 4 h 50 min 48 s 590                    |
| 1    | C1     | 1   | Silk Cut Jaguar                       | Martin Brundle Eddie Cheever                        | Jaguar 7.0L V12 Atmo               | D     | 210   | 4 h 50 min 48 s 590                    |
| 2    | C1     | 61  | Team Sauber Mercedes                  | Jean-Louis Schlesser Jochen Mass                    | Sauber C9                          | M     | 210   | + 35 s 610                             |
| 2    | C1     | 61  | Team Sauber Mercedes                  | Jean-Louis Schlesser Jochen Mass                    | Mercedes-Benz M117 5.0L V8 Turbo   | M     | 210   | + 35 s 610                             |
| 3    | C1     | 62  | Team Sauber Mercedes                  | Mauro Baldi James Weaver                            | Sauber C9                          | M     | 208   | + 2 tours                              |
| 3    | C1     | 62  | Team Sauber Mercedes                  | Mauro Baldi James Weaver                            | Mercedes-Benz M117 5.0L V8 Turbo   | M     | 208   | + 2 tours                              |
| 4    | C1     | 7   | Blaupunkt Joest Racing                | Philippe Streiff Bob Wollek David Hobbs             | Porsche 962C                       | G     | 205   | + 5 tours                              |
| 4    | C1     | 7   | Blaupunkt Joest Racing                | Philippe Streiff Bob Wollek David Hobbs             | Porsche Type-935 3.0L Flat-6 Turbo | G     | 205   | + 5 tours                              |
| 5    | C1     | 8   | Joest Racing                          | Frank Jelinski "John Winter" Stanley Dickens        | Porsche 962C                       | G     | 198   | + 12 tours                             |
| 5    | C1     | 8   | Joest Racing                          | Frank Jelinski "John Winter" Stanley Dickens        | Porsche Type-935 3.0L Flat-6 Turbo | G     | 198   | + 12 tours                             |
| 6    | C2     | 103 | BP Spice Engineering                  | Almo Coppelli Thorkild Thyrring                     | Spice SE88C                        | G     | 191   | + 19 tours                             |
| 6    | C2     | 103 | BP Spice Engineering                  | Almo Coppelli Thorkild Thyrring                     | Ford Cosworth DFL 3.3L V8 Atmo     | G     | 191   | + 19 tours                             |
| 7    | C1     | 40  | Swiss Team Salamin                    | Antoine Salamin Max Cohen-Olivar Hellmut Mundas     | Porsche 962C                       | G     | 191   | + 19 tours                             |
| 7    | C1     | 40  | Swiss Team Salamin                    | Antoine Salamin Max Cohen-Olivar Hellmut Mundas     | Porsche Type-935 3.0L Flat-6 Turbo | G     | 191   | + 19 tours                             |
| 8    | C2     | 111 | BP Spice Engineering                  | Ray Bellm Gordon Spice                              | Spice SE88C                        | G     | 189   | + 21 tours                             |
| 8    | C2     | 111 | BP Spice Engineering                  | Ray Bellm Gordon Spice                              | Ford Cosworth DFL 3.3L V8 Atmo     | G     | 189   | + 21 tours                             |
| 9    | GTP    | 201 | Mazdaspeed                            | Yojiro Terada Yoshimi Katayama David Kennedy        | Mazda 767                          | D     | 186   | + 24 tours                             |
| 9    | GTP    | 201 | Mazdaspeed                            | Yojiro Terada Yoshimi Katayama David Kennedy        | Mazda 13J 2.6L 4-Rotor             | D     | 186   | + 24 tours                             |
| 10   | C2     | 109 | Kelmar Racing                         | Ranieri Randaccio Vito Veninata Pasquale Barberio   | Tiga GC288                         | A     | 181   | + 29 tours                             |
| 10   | C2     | 109 | Kelmar Racing                         | Ranieri Randaccio Vito Veninata Pasquale Barberio   | Ford Cosworth DFL 3.3L V8 Atmo     | A     | 181   | + 29 tours                             |
| 11   | C2     | 123 | Charles Ivey Racing Team Istel        | Chris Hodgetts Duncan Bain Tim Harvey (en)          | Tiga GC287                         | D     | 180   | + 30 tours                             |
| 11   | C2     | 123 | Charles Ivey Racing Team Istel        | Chris Hodgetts Duncan Bain Tim Harvey (en)          | Porsche Type-935 2.8L Flat-6 Turbo | D     | 180   | + 30 tours                             |
| 12   | C2     | 107 | Chamberlain Engineering               | Claude Ballot-Léna Jean-Louis Ricci                 | Spice SE88C                        | A     | 166   | + 44 tours                             |
| 12   | C2     | 107 | Chamberlain Engineering               | Claude Ballot-Léna Jean-Louis Ricci                 | Ford Cosworth DFL 3.3L V8 Atmo     | A     | 166   | + 44 tours                             |
| 13   | C2     | 191 | PC Automotive                         | Richard Piper Olindo Iacobelli                      | Argo JM19C                         | G     | 166   | + 44 tours                             |
| 13   | C2     | 191 | PC Automotive                         | Richard Piper Olindo Iacobelli                      | Ford Cosworth DFL 3.3L V8 Atmo     | G     | 166   | + 44 tours                             |
| 14   | C2     | 198 | Roy Baker Racing                      | Chris Ashmore Mike Kimpton David Andrews            | Tiga GC286                         | G     | 165   | + 45 tours                             |
| 14   | C2     | 198 | Roy Baker Racing                      | Chris Ashmore Mike Kimpton David Andrews            | Ford Cosworth DFL 3.3L V8 Atmo     | G     | 165   | + 45 tours                             |
| 15   | C2     | 178 | Automobiles Louis Descartes           | Louis Descartes Gérard Tremblay Michel Lateste (de) | ALD C2                             | A     | 156   | + 54 tours                             |
| 15   | C2     | 178 | Automobiles Louis Descartes           | Louis Descartes Gérard Tremblay Michel Lateste (de) | BMW M80 3.5L I6 Atmo               | A     | 156   | + 54 tours                             |
| 16   | C2     | 181 | Luigi Taverna Technoracing            | Fabio Magnani Luigi Taverna Roberto Ragazzi         | Olmas GLT-200                      | A     | 147   | + 63 tours                             |
| 16   | C2     | 181 | Luigi Taverna Technoracing            | Fabio Magnani Luigi Taverna Roberto Ragazzi         | Ford Cosworth DFL 3.3L V8 Atmo     | A     | 147   | + 63 tours                             |
| NC   | C2     | 115 | ADA Engineering                       | Tom Dodd-Noble Colin Pool "Stingbrace"              | ADA 03                             | G     | 129   | + 81 tours                             |
| NC   | C2     | 115 | ADA Engineering                       | Tom Dodd-Noble Colin Pool "Stingbrace"              | Ford Cosworth DFL 3.3L V8 Atmo     | G     | 129   | + 81 tours                             |
| DSQ† | C1     | 14  | Richard Lloyd Racing                  | Derek Bell Tiff Needell                             | Porsche 962C GTi                   | G     | 205   | Réservoir d'essence hors spécification |
| DSQ† | C1     | 14  | Richard Lloyd Racing                  | Derek Bell Tiff Needell                             | Porsche Type-935 3.0L Flat-6 Turbo | G     | 205   | Réservoir d'essence hors spécification |
| Abd. | C1     | 2   | Silk Cut Jaguar                       | Jan Lammers Johnny Dumfries                         | Jaguar XJR-9                       | D     | 204   | Panne sèche                            |
| Abd. | C1     | 2   | Silk Cut Jaguar                       | Jan Lammers Johnny Dumfries                         | Jaguar 7.0L V12 Atmo               | D     | 204   | Panne sèche                            |
| Abd. | C2     | 112 | FAI Automotive                        | Sean Walker (en) Paul Stott Evan Clements (de)      | Tiga GC287                         | G     | 73    | Châssis                                |
| Abd. | C2     | 112 | FAI Automotive                        | Sean Walker (en) Paul Stott Evan Clements (de)      | Ford Cosworth DFL 3.3L V8 Atmo     | G     | 73    | Châssis                                |
| Abd. | C1     | 10  | Porsche Kremer Racing                 | Harald Grohs Kris Nissen                            | Porsche 962C                       | Y     | 72    | Moteur                                 |
| Abd. | C1     | 10  | Porsche Kremer Racing                 | Harald Grohs Kris Nissen                            | Porsche Type-935 3.0L Flat-6 Turbo | Y     | 72    | Moteur                                 |
| Abd. | C1     | 42  | Unigestion Team Noël del Bello Racing | Jacques Guillot Noël del Bello (de) Bernard Santal  | Sauber C8                          | G     | 69    | Moteur                                 |
| Abd. | C1     | 42  | Unigestion Team Noël del Bello Racing | Jacques Guillot Noël del Bello (de) Bernard Santal  | Mercedes-Benz M117 5.0L V8 Turbo   | G     | 69    | Moteur                                 |
| Abd. | C2     | 177 | Automobiles Louis Descartes           | Dominique Lacaud Michel Lateste (de)                | ALD C2                             | A     | 67    | Boite de vitesses                      |
| Abd. | C2     | 177 | Automobiles Louis Descartes           | Dominique Lacaud Michel Lateste (de)                | BMW M80 3.5L I6 Atmo               | A     | 67    | Boite de vitesses                      |
| Abd. | C2     | 121 | Cosmik GP Motorsport                  | Wayne Taylor Costas Los                             | Spice SE87C                        | G     | 50    | Problèmes électriques                  |
| Abd. | C2     | 121 | Cosmik GP Motorsport                  | Wayne Taylor Costas Los                             | Ford Cosworth DFL 3.3L V8 Atmo     | G     | 50    | Problèmes électriques                  |
| Abd. | C2     | 127 | Chamberlain Engineering               | Ian Khan (en) Nick Adams                            | Spice SE86C                        | A     | 40    | Problèmes électriques                  |
| Abd. | C2     | 127 | Chamberlain Engineering               | Ian Khan (en) Nick Adams                            | Hart 418T 1.8L I4 Turbo            | A     | 40    | Problèmes électriques                  |
| Abd. | C2     | 24  | Dollop Racing                         | Nicola Marozzo (en) Jean-Pierre Frey                | Lancia LC2                         | D     | 28    | Tête à queue                           |
| Abd. | C2     | 24  | Dollop Racing                         | Nicola Marozzo (en) Jean-Pierre Frey                | Ferrari 308C 3.0L V8 Turbo         | D     | 28    | Tête à queue                           |
| Abd. | C2     | 117 | Team Lucky Strike Schanche            | Martin Schanche Will Hoy                            | Argo JM19C                         | G     | 4     | Problèmes électriques                  |
| Abd. | C2     | 117 | Team Lucky Strike Schanche            | Martin Schanche Will Hoy                            | Ford Cosworth DFL 3.3L V8 Atmo     | G     | 4     | Problèmes électriques                  |

† - La Porsche 962C GTi n°14 de l'écurie Richard Lloyd Racing a été disqualifiée après la course pour cause d'avoir utilisé un réservoir d'essence qui était trop grand.

## Pole position et record du tour
- Pole position :  Jean-Louis Schlesser (#61 Team Sauber Mercedes) en 1 min 15 s 020
- Meilleur tour en course :  Mauro Baldi (#62 Team Sauber Mercedes) en 1 min 18 s 240

## À noter
- Longueur du circuit : 4,778 km
- Distance parcourue par les vainqueurs : 1 003,410 km